# نات شيرمان
نات شيرمان (بالإنجليزية: Nat Sherman)‏ هو الاسم التجاري لمجموعة من السيجار المصنوع يدويًا و«السجائر الفاخرة». واصلت الشركة التي بدأت كداعية للتبغ بالتجزئة، تشغيل متجر تجزئة رئيسي، يُعرف باسم "نات شيرمان تاون هاوس"، الواقع في شارع 42، قبالة الجادة الخامسة، في مدينة نيويورك من 1930 إلى 2020. تقع مكاتب الشركات الآن عند سفح جسر جورج واشنطن في فورت لي، نيو جيرسي.

## تاريخ الشركة

### الأصل
قبل أن يشارك في صناعة التبغ، جعل نات شيرمان ثروته تدير حديثًا بارزًا في مدينة نيويورك خلال عشرينيات القرن الماضي، عندما جعل الحظر مثل هذا العمل مربحًا للغاية، وإن كان محفوفًا بالمخاطر، ربما نتيجة لتسوية ديون المقامرة، تكهن ابنه لاحقًا، انتهى الأمر بشيرمان بصفته نصف مالك "تراوب براذرز آند بير"، صانعي ماركة سيجار إيبوكا، التي أدخلت مالك الملهى الليلي إلى عالم تصنيع التبغ. اشترى شيرمان بعد ذلك شريكه ليصبح المالك الوحيد لعلامة إيبوكا التجارية، التي صنعت في هافانا، كوبا وتامبا، فلوريدا.
في وقت لاحق، واجه مطور عقاري في نيويورك يُدعى آبي جوبرتز صعوبات في التدفق النقدي أثناء بناء مبنى من 38 طابقًا يقع في 1400 برودواي، في برودواي في مانهاتن. قدم شيرمان للمطور المتعثر قرضًا حيث أخذ مساحة البيع بالتجزئة الموجودة في الردهة كدفعة جزئية. باع المتجر السجائر والسيجار بكميات كبيرة لأولئك الذين عملوا في المبنى وأثبت أنه وسيلة لتوزيع السيجار الخاص به، بما في ذلك المنتج الذي يحمل علامة إيبوكا ونات شيرمان. وكانت الشركة أيضا المستورد والموزع الحصري لعلامة بوليفار الكوبية الصنع في الولايات المتحدة.

### الخمسينات
في الخمسينيات من القرن الماضي، تم الحصول على مساحة تجزئة مجاورة في الشارع، والتي كانت تستخدم في البداية كمتجر للحلوى. تم كسر الجدار بين المؤسستين في وقت لاحق، مما مهد الطريق لتوسيع متجر التبغ الذي يلبي احتياجات قاعدة عملاء النخبة والتي تضمنت قادة في صناعة الأزياء والمسرح والسياسيين. كما ارتاد أعضاء بارزون من الجريمة المنظمة في «عائلات» المتجر الذي كان يعتبر أرضية محايدة.
ذكرجويل نجل نات شيرمان، رئيس الشركة والمدير التنفيذي في القرن الحادي والعشرين، لاحقًا أخطر عملاء المتجرقائلًا: "شرب هؤلاء الأشخاص أفضل الخمور، وقادوا أغلى السيارات، وكان لديهم أجمل النساء، ودخنوا أفضل السيجار. ستجد أشخاصًا من عائلات الجريمة المعارضة يجتمعون في المتجر. كانوا يشترون السيجار بعضهم البعض بينما يقف حراسهم الشخصيون في الخارج".

### الستينات
في عام 1950، قدم شيرمان السيجار ذو الرؤوس البلاستيكية إلى الصناعة، المسمى شيرمان رقم 25. تم إنتاج السيجار في تامبا لشيرمان بواسطة كارل كويستا، الشركة الأمريكية المصنعة للسيجار للعلامات التجارية بما في ذلك "بارتيجس".تقدمت الشركة بطلب للحصول على براءة اختراع للحصول على نصيحة السيجار الخاصة بها، والتي لم يتم منحها مطلقًا. ومع ذلك، لمدة 32 عامًا، أخافت الشركة المنافسين من خلال وضع علامة على عبواتها بعبارة «براءة اختراع معلقة» والتهديد باتخاذ إجراء قانوني.
كان شيرمان أيضًا رائدًا في تصنيع السجائر التي تستخدم تبغ السيجار، حيث أطلق منتجًا يسمى هوفانا أوفلز 149 في أوائل الخمسينيات من القرن الماضي. وفقًا لتقاليد الشركة، تم الانتقال إلى تخصص السيجار والسجائر الصغيرة بناءً على طلب عميل غاضب لم يتمكن من تدخين سيجار على متن طائرة وطلب على وجه التحديد سيجارة مذاقها مثل السيجار.
خلال الستينيات، وسع متجر شيرمان بضاعته ليشمل الأنابيب. تم عرض أكثر من 1000 أنبوب للبيع في علبة بطول 40 قدمًا (12 مترًا) معلقة على طول جدار المتجر. بدأت الشركة أيضًا في بيع تبغ الأنابيب تحت اسم العلامة التجارية «نات شيرمان». في وقت توسعها، ربما كان قسم الأنابيب في الشركة الأكبر في مدينة نيويورك والولايات المتحدة.
في الستينيات، تم اتخاذ خطوة لتوسيع عمليات الجملة للشركة وذراع تصنيع السجائر. تم إغلاق منشأة التصنيع السابقة للشركة في ويلكس بار، بنسلفانيا، وتم الانتقال إلى منشأة جديدة وأكبر في إنجلوود، نيو جيرسي.

### السبعينات والثمانينيات
في خريف 1976 افتتح نات شيرمان متجرًا في الجادة الخامسة في نيويورك لتعزيز مكانة علامته التجارية للتبغ. تم افتتاح موقع جديد في الشارع الخامس 711، بالقرب من فندق بلازا، على الجانب الآخر من شركة تيفاني. بعد فترة من الخلافات مع والده، ترك جويل شيرمان العمل لمدة عقد تقريبًا.

### التسعينات
عاد جويل شيرمان إلى الشركة في عام 1990، بعد عام من وفاة والده، أصبح رئيسًا ومديرًا تنفيذيًا للشركة وأنهى العديد من موظفي الإدارة الحاليين. فقدت الشركة عقد إيجارها في الجادة الخامسة 711 وانتقلت إلى موقع جديد بمساحة 000 7 قدم مربع (650 متر مربع) في شارع 42، بالقرب من مكتبة نيويورك العامة.تم إنفاق ما مجموعه 1.5 مليون دولار على تطوير المتجر الجديد، الذي يحتوي على مخزون يبلغ حوالي 500000 سيجار ومقصورة رطوبة في الطابق الثاني وغرفة تدخين مع كراسي مدعومة بالجلد.
تم تصنيع خط سيجار شيرمان ميتربولين منذ التسعينيات من قبل "ماتاسا" في جمهورية الدومينيكان. يتم تصنيع منتجاتها من غوثام 1400 وأوميرتا وتوزيعها بواسطة شركة سانتا كلارا. أي أن سي يتم تصنيع السجائر في الشركة في منشأة خاصة بها في غرينزبورو بولاية نورث كارولينا.

#### 2010
في 17 يناير 2017، أعلنت مجموعة ألتريا. أنها استحوذت على شيرمان هولدنج قروب ،ل ل سي والشركات التابعة لها (نات شيرمان).

#### 2022
في يوليو 2020، شطبت ألتريا جميع سجائر نات شيرمان القديمة تاركة فقط 4 وحدات أس كي يومن ماركة نات سيرمان لتحمل الاسم. ,في 3 أغسطس 2020، أعلنت ألتريا أن شركة نات شيرمان العالمية. ستوقف عملياتها بحلول نهاية سبتمبر، حيث ستغلق ليس فقط متجر السيجار في وسط مانهاتن ولكن أيضًا تجارة الجملة بالكامل.
في 6 يناير 2021، أُعلن أن فيريو تيغو(شركة محدودة المسؤولية)، وهي شركة جديدة شكلها موظفو نات شيرمان السابقون، مايكل هيركلوتس وبريندون سكوت، استحوذت على علامات السيجار المتميزة التي كانت تملكها وتبيعها سابقًا شركة نات شيرمان العالمية بما في ذلك تايمليس وميتروبوليس وأيبوكا وأنكورا وغيرها.

## معرض الصور

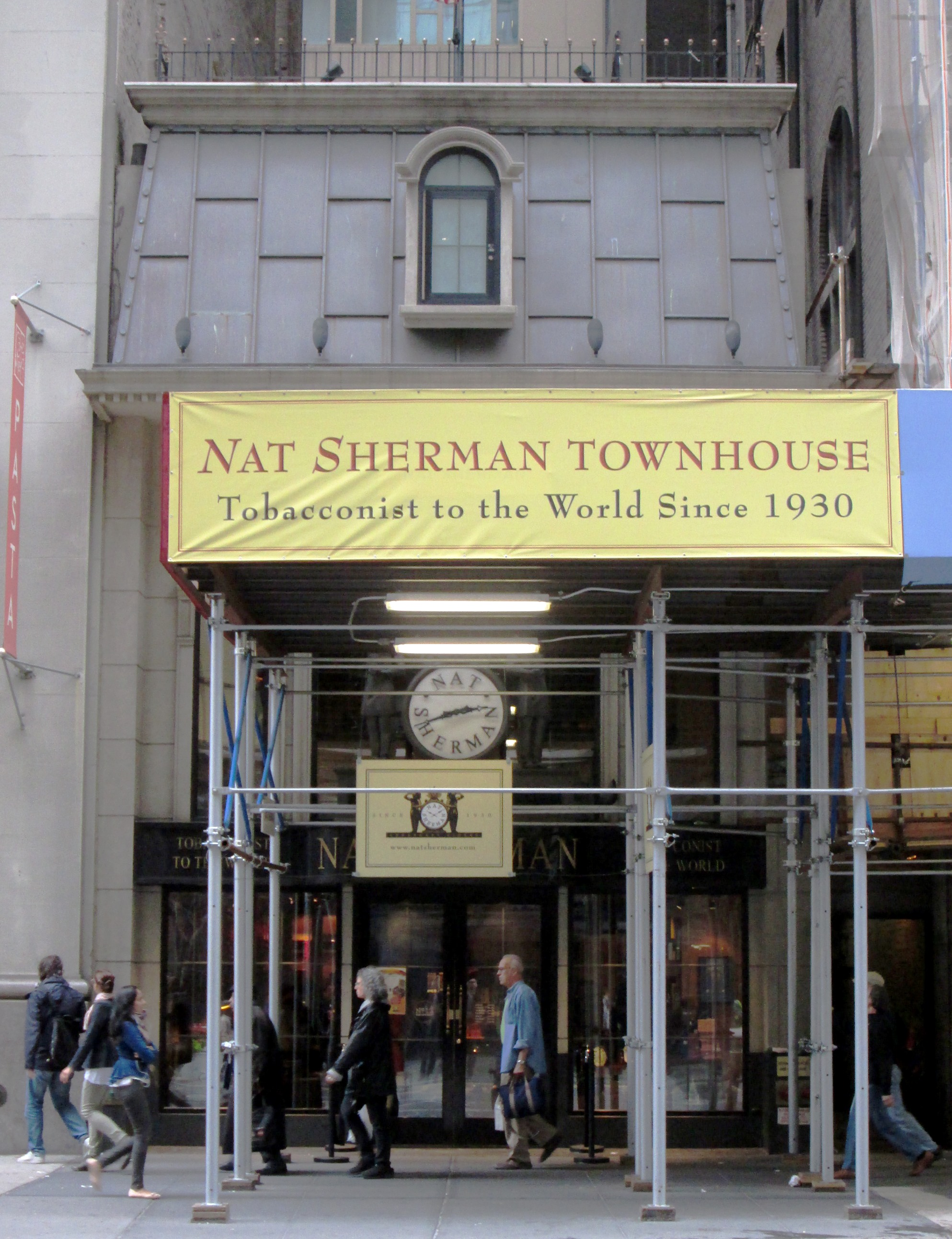
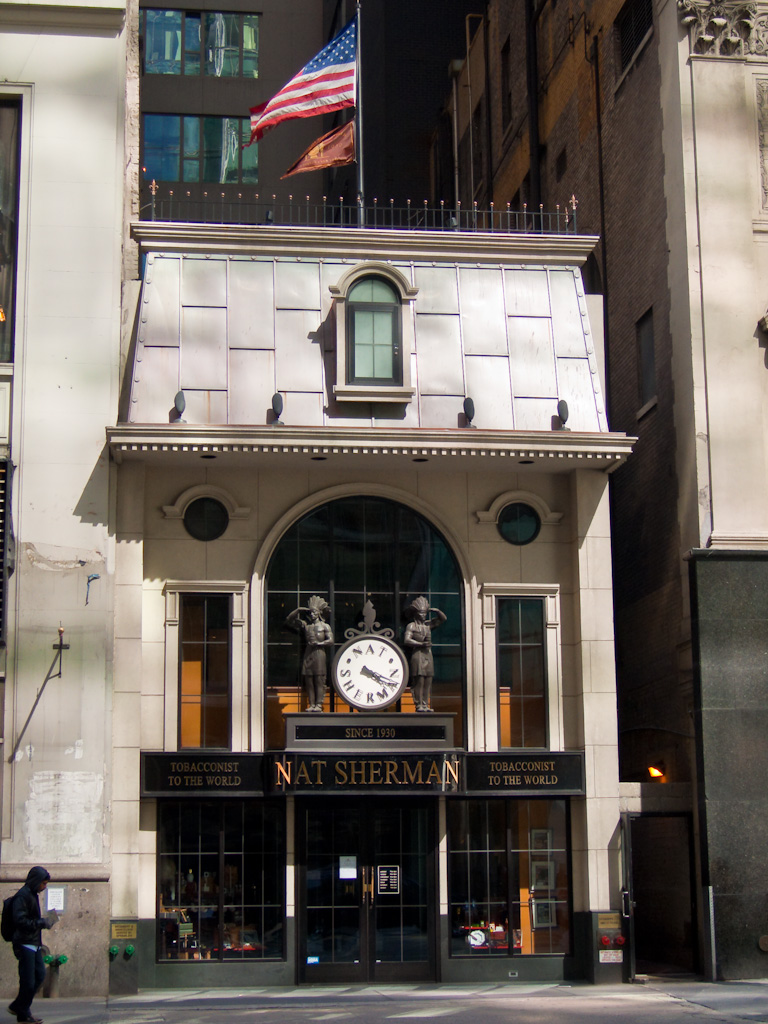
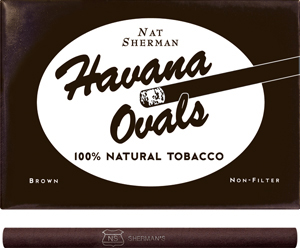
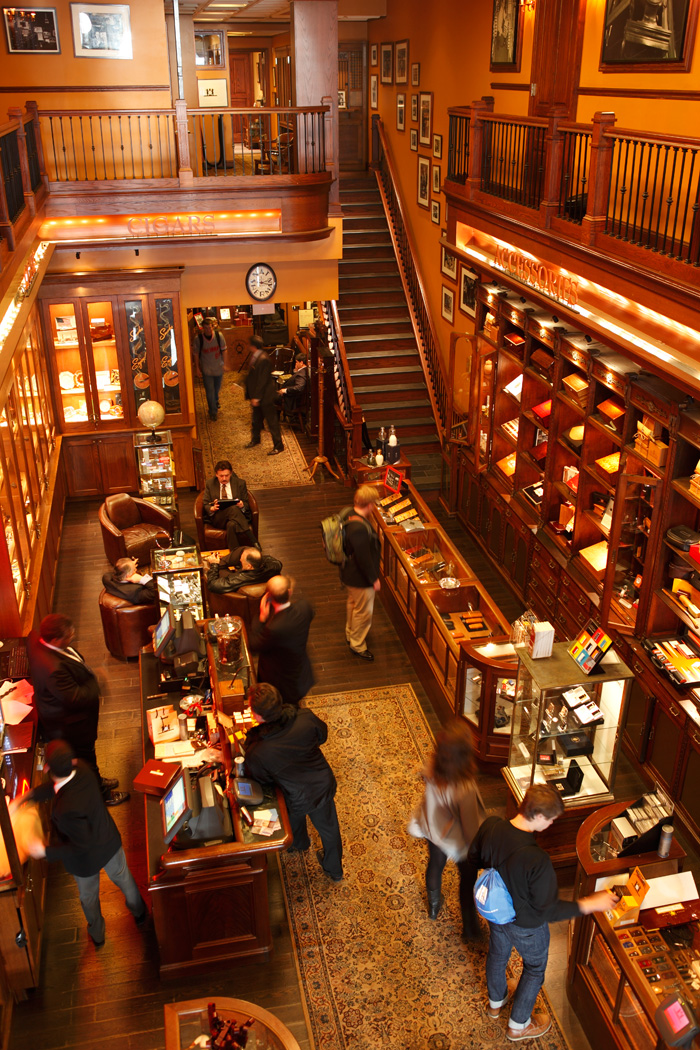
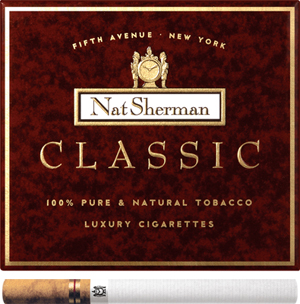